# سامي زبيدة
سامي زبيدة (ولد في 1937) هو عالم اجتماع ومؤلف عراقي يعمل أستاذًا لعلم الاجتماع السياسي في كلية بيركبك، جامعة لندن. كتب عددًا من المؤلفات، وتغطي كتاباته مواضيع الدين وإثنية والقومية والثقافة والسياسة في الشرق الأوسط. كما كتب أيضا عن الغذاء والثقافة.

## مؤلفات
- أنثروبولوجيات الإسلام
- الإسلام: الدولة والمجتمع
- القانون والقوة في العالم الإسلامي
- الثقافة الجماهيرية، الثقافة الشعبية والحياة الاجتماعية في الشرق الأوسط
- العرق والتمييز العنصري
- الأفكار والحركات السياسية في الشرق الأوسط.